# 張乾文 (導演)
張乾文（英語：Nelson Cheung Kin Man，1955年2月6日—），香港男性劇集監製及電影導演，現主要在戲劇組工作。

## 生平
張乾文於1978年於加拿大溫莎大學畢業，在1979年加入麗的電視擔任助理編導，1981年亦都之後就會再次開始擔任麗的電視及其易名亞洲電視後晉升為高級編導。1983年離開亞洲電視後受聘於SBC新加坡國營電視台為導播；1985年獲資深電視製作人李沛權賞識，並翌年約滿轉投無綫電視。1986年便晉升為編導、三年後先在編導挖角潮而獲得機會，1989年在香港資深製作人方駿釗牽線獲得後被無綫電視時任監製李添勝邀請之下，翌年正式開始編導就晉升為監製，同年，擔任劇集監製晉升機會後就是首部為1990年的無綫電視劇集是《優皮幹探》，張乾文從事工作多年來才製作多部電視劇作為了主題的《笑傲在明天》、《無頭東宮》、《賭場風雲》、《古靈精探》等劇集系列，而《野蠻奶奶大戰戈師奶》以及《絕代商驕》等劇集均受歡迎，至1990年代起現在的電視台工作只是餘下時間就參與曾執導電影，直到2000年代，其後專注於無綫電視發展。
2015年10月，張乾文便已於離開工作長達30年的無綫電視《末代御醫》為其最後一部監製作品，其後他於2017年重返無綫電視，同年則只任職編導。

## 助理編導作品列表

### 電視劇 (麗的電視)
1979年：
- 新變色龍
- 怒劍鳴

1980年：
- 浮生六劫
- 大地恩情

1981年：
- 珠海梟雄
- 大控訴
- 自由萬歲
- 對對糊
- 大俠霍元甲

## 編導作品列表

### 電視劇 (麗的電視/亞洲電視)
1981年：
- 大俠霍元甲
- 馬永貞

1982年：
- 陳真
- 凹凸神探
- 風塵三奇俠
- 家春秋
- 雄霸天下

1983年：
- 唐伯虎三戲秋香
- 誓不低頭
- 誓不低頭續集

### 電視劇 (新加坡)
1984年：
- 霧鎖南洋
- 霧鎖南洋續集

### 電視劇 (無綫電視)
1986年：
- 流氓大亨
- 倚天屠龍記

1987年：
- 大運河

1988年：
- 兵權
- 當代男兒

1990年：
- 笑傲在明天

1992年：
- 龍影俠

1998年：
- 乾隆大帝

2017年：
- 溏心風暴3

2019年：
- 解決師

2021年：
- 逆天奇案

2023年：
- 法言人

2024年：
- 逆天奇案2

### 電視電影 (無綫電視)
1990年
- 情義兩難

## 監製、導演列表

### 電視劇 (無綫電視)

#### 1990年代
| 首播   | 劇名       | 合作演員 |
| 1990年 | 優皮幹探   | 林文龍、張兆輝、邵仲衡 |
| 1990年 | 笑傲在明天 | 萬梓良、吳鎮宇、周海媚、張兆輝、梅小惠、張兆輝、林其欣、盧宛茵                                                               |
| 1991年 | 老友鬼鬼   | 溫兆倫、張衛健、梁佩玲、李婉華、劉玉翠、吳啟明、郭政鴻、胡 楓                                                                |
| 1992年 | 龍影俠     | 關禮傑、李克勤、朱 江、黎 姿、雷宇揚、楊美儀、胡 楓、李家鼎                                                                  |
| 1993年 | 金牙大狀   | 鄭丹瑞、蔡少芬、劉玉翠、曾偉權、林嘉華、崔嘉寶、黃一飛、夏 萍                                                                |
| 1994年 | 清宮氣數錄 | 陳松伶、何寶生、王書麒、梁小冰、何婉盈、談佩珊、羅樂林、黃 新                                                                |
| 1994年 | 新父子時代 | 莫少聰、鄭家麟、梁小冰、張國強、黃日華、何婉盈、郭卓樺、郭少芸、何婉盈、陳榮峻 客串：黃日華 特別演出：林尚義、李健和、陳秀賢 |
| 1995年 | 命轉乾坤   | 何寶生、麥長青、傅明憲 |
| 1995年 | 水餃皇后   | 陳松伶、何寶生、黎耀祥、蘇杏璇、王 青、陳彥行                                                                                |
| 1996年 | 缉私群英   | 歐陽震華、王 喜、陳妙瑛、譚小環、黎耀祥、海俊傑、陳曼娜、黎漢持                                                              |
| 1998年 | 乾隆大帝   | 古天樂、翁 虹、姜大衛、何寶生、魏秋樺、麥家琪、雪 梨、駱應鈞、郭政鴻、羅樂林                                                 |
| 1999年 | 十三密殺令 | 蔡少芬、楊 羚、錢小豪、張兆輝、羅樂林                                                                                        |

#### 2000年代
| 首播   | 劇名               | 合作演員                                                                                  |
| 2000年 | 雷霆第一關         | 汪明荃、李修賢、王 喜、宣 萱、梁 琤、麥長青                                               |
| 2000年 | 京城教一           | 元 華、郭政鸿、唐文龙、魏駿傑、梁 琤、吴文忻、蔡子健、苑瓊丹、劉家輝、朱健鈞              |
| 2001年 | 南龍北鳳           | 黃日華、梁 琤、劉錦玲、郭政鴻、于連增                                                     |
| 2002年 | 無頭東宮           | 陳妙瑛、向海嵐、張兆輝、魏駿傑、麥長青、劉 江、夏 萍、許紹雄、敖嘉年、杜大偉 客串：佘詩曼 |
| 2002年 | 情事緝私檔案       | 郭晉安、郭藹明、秦 沛、胡 楓、湯寶如、陳敏之、揚 明、鄭敬基、劉家輝、雪 妮                |
| 2002年 | 雲海玉弓緣         | 林 峯、葉 璇、李彩樺、陳國邦、高 雄、羅敏莊                                               |
| 2003年 | 天子尋龍           | 陳浩民、文頌嫻、楊 怡、麥長青、李國麟、羅冠蘭、羅 蘭、陳嘉儀、廖啟智、駱達華              |
| 2003年 | 衛斯理             | 羅嘉良、蒙嘉慧、郭晉安、向海嵐、唐文龍、楊 怡、楊 明、麥長青、陳國邦、高 雄               |
| 2004年 | 怪俠一枝梅         | 溫兆倫、楊 怡、關禮傑、陳鍵鋒、蔣雅文、成奎安                                             |
| 2004年 | 足秤老婆八両夫     | 郭藹明、黃宗澤、文頌嫻、麥長青、黎耀祥、許紹雄、陳思齊、陳國邦、姚樂怡、夏 萍             |
| 2005年 | 西廂奇緣           | 吳卓羲、胡杏兒、葉 璇、馬國明、陳國邦、胡定欣、商天娥、許紹雄                             |
| 2005年 | 人間蒸發           | 苗僑偉、吳美珩、廖碧兒、馬國明、陳國邦、許紹雄、楊秀惠、米 雪                             |
| 2006年 | 覆雨翻雲           | 林 峯、佘詩曼、郭羨妮、黃宗澤、陳敏之、姜大偉、郭政鴻、麥長青                             |
| 2006年 | 賭場風雲           | 歐陽震華、苗僑偉、宣 萱、黃宗澤、楊 怡、許紹雄                                            |
| 2008年 | 野蠻奶奶大戰戈師奶 | 汪明荃、胡杏兒、黃宗澤、許紹雄、滕麗名、郭政鴻、楊秀惠、胡定欣                            |
| 2008年 | 古靈精探           | 郭晉安、郭羨妮、馬國明、曾華倩、阮小儀、郭政鴻、高 雄、敖嘉年                             |
| 2008年 | 上海傳奇           | 苗僑偉、黃宗澤、向海嵐、楊思琦、陳國邦、郭政鴻                                            |
| 2008年 | 尖子攻略           | 歐陽震華、鄧萃雯、許紹雄、郭政鴻、羅敏莊、羅仲謙、梁烈唯、袁偉豪、梁証嘉                  |
| 2009年 | 絕代商驕           | 黃子華、佘詩曼、李綺虹、許紹雄、謝天華、陳國邦、曹敏莉、張國強                            |

#### 2010年代
| 首播   | 劇名       | 合作演員                                                                      |
| 2010年 | 五味人生   | 郭晉安、關詠荷、米 雪、伍衛國、郭政鴻、江美儀、梁烈唯、羅敏莊                 |
| 2011年 | 團圓       | 郭晉安、陳錦鴻、吳卓羲、徐子珊、劉兆銘、梁靖琪、羅仲謙、許紹雄、周 驄、郭政鴻 |
| 2012年 | 缺宅男女   | 苗僑偉、謝天華、郭羨妮、鍾嘉欣、吳卓羲、滕麗名、黃智雯、羅仲謙、梁烈唯        |
| 2012年 | 耀舞長安   | 歐陽震華、胡杏兒、鍾嘉欣、麥長青、馬 賽、陳自瑤、湯盈盈、梁烈唯               |
| 2013年 | 好心作怪   | 苗僑偉、黃宗澤、周麗淇、萬綺雯、黃智雯、王浩信、許紹雄、袁偉豪、姚子羚        |
| 2013年 | 女警愛作戰 | 周麗淇、謝天華、黃智雯、高鈞賢、朱 璇、王君馨、呂慧儀、許紹雄                 |
| 2013年 | 貓屎媽媽   | 黃宗澤、米 雪、岑麗香、胡定欣、王浩信、古明華                                 |
| 2014年 | 八卦神探   | 李思捷、萬綺雯、梁烈唯、朱晨麗、羅樂林、楊詩敏、朱咪咪、麥玲玲、蔡思貝        |
| 2015年 | 潮拜武當   | 錢小豪、楊 怡、元 秋、洪天明、郭政鴻、梁靖琪、張景淳、張頴康                  |
| 2016年 | 末代御醫   | 郭晉安、楊 怡、羅 蘭、敖嘉年、賈曉晨、張頴康、朱晨麗、林子善                  |

## 電影作品
- 1993年：
  - 砵蘭街大少
  - 千面天王

- 1995年：
  - 95陀槍女警